# Hermann Latzel
Hermann Latzel (* 10. Januar 1942 in Schwarzwasser) ist ein ehemaliger deutscher Weitspringer.
1966 wurde er bei den Europäischen Hallenspielen in Dortmund und bei den Leichtathletik-Europameisterschaften in Budapest jeweils Sechster.
Bei den Leichtathletik-Halleneuropameisterschaften 1970 in Wien wurde er Vierter.
1966 und 1968 wurde er Deutscher Meister. In der Halle holte er 1970 den nationalen Titel und wurde 1966 sowie 1967 Vizemeister.
Bei der Deutschen Hallenmeisterschaft 1971 wurden bei Latzel Amphetamine im Urin gefunden; er wurde vom Deutschen Leichtathletik-Verband wegen Dopings gesperrt sowie Titel und Platz aberkannt.
Hermann Latzel startete für den OSC Dortmund und von 1969 bis 1971 für den ASV Köln.
Latzel ist verheiratet und pensionierter Berufsschullehrer. Er unterrichtete in Deutschland, Nigeria und Namibia.

## Persönliche Bestleistungen
- Weitsprung: 7,91 m, 15. Juli 1970, Stuttgart
  - Halle: 7,91 m, 15. März 1970, Wien